# کریسمن (کلرادو)
کریسمن (به انگلیسی: Crisman) یک منطقهٔ مسکونی در ایالات متحده آمریکا است که در شهرستان بولدر، کلرادو واقع شده‌است. کریسمن ۳٫۸ کیلومتر مربع مساحت و ۱۸۶ نفر جمعیت دارد و ۱٬۹۲۰٫۵۷ متر بالاتر از سطح دریا واقع شده‌است.